# 尼古拉·佩特科维奇
尼古拉·佩特科维奇（1986年3月28日—）是塞尔维亚足球运动员，现效力于中超联赛球队延边富德。
尼古拉·佩特科维奇曾效力过多支球队，并曾代表法兰克福征战过德甲赛场，2011-12赛季随贝尔格莱德红星获得塞尔维亚杯的冠军，2013-14赛季当选悉尼FC年度最佳球员，2015-16赛季效力于比甲球队韦斯特洛。2016-17賽季效力於中超联赛球队延边富德。

## 生平
2016年1月27日延边富德官方宣布尼古拉·佩特科维奇，司职后卫。
2016年6月26日，在延边富德客场挑战石家庄永昌的比赛中，上半场第31分钟，延边获得任意球机会，中后卫尼古拉大力抽射绕过人墙直奔死角，打入一个超远世界波，帮助球队1:0领先。这粒进球不但打破比赛僵局，也改变了延边队开场以来处于被动的局面。最终延边队3:1获胜，取得2016赛季客场首场胜利。该球也是尼古拉加盟延边后的首粒进球。
2017年延边富德降级后，转会泽蒙俱乐部。2019年2月，确认加盟四川安纳普尔纳俱乐部，同年8月离队。